# Carol (film)
A Carol 2015-ben bemutatott amerikai–brit történelmi filmdráma, amelyet Phyllis Nagy forgatókönyvéből Todd Haynes rendezett. A főbb szerepekben Cate Blanchett, Rooney Mara, Sarah Paulson, Jake Lacy és Kyle Chandler láthatók.
Az Amerikai Egyesült Államokban 2015. november 20-án a The Weinstein Company, az Egyesült Királyságban 2015. november 27-én a StudioCanal mutatta be. Magyarországon 2016. február 11-én debütált a mozikban a Vertigo Média forgalmazásában. A film bevételi és kritikai szempontból is sikert aratott: 2015 legjobb filmjei közt tartják számon és több neves díjra (egyebek mellett hat Oscarra és négy Golden Globe-ra) jelölték.

## Rövid történet
Az 1950-es évek Amerikájában játszódó film egy fiatal áruházi eladónő, Therese és egy idősebb, válófélben lévő gazdag nő, Carol szerelmének történetét meséli el.

## Szereplők
| Színész            | Szerep             | Magyar hang     |
| ------------------ | ------------------ | --------------- |
| Cate Blanchett     | Carol Aird         | Kovács Nóra     |
| Rooney Mara        | Therese Belivet    | Bánfalvi Eszter |
| Sarah Paulson      | Abby Gerhard       | Vándor Éva      |
| Jake Lacy          | Richard Semco      | Fehér Tibor     |
| John Magaro        | Dannie McElroy     | Ágoston Péter   |
| Cory Michael Smith | Tommy Tucker       | Klem Viktor     |
| Carrie Brownstein  | Genevieve Cantrell |                 |
| Kevin Crowley      | Fred Haymes        | Szatmári Attila |
| Nik Pajic          | Phil McElroy       | Jaskó Bálint    |
| Kyle Chandler      | Harge Aird         | Seress Zoltán   |